# Supercoupe de la CAF 2013
Navigation
Édition précédente Édition suivante
La Supercoupe de la CAF 2013 (appelé aussi Supercoupe de la CAF Orange, du nom de son sponsor) est la vingt-et-unième édition de la Supercoupe organisée par la Confédération africaine de football. C'est également la dixième où les deux participants sont les vainqueurs de la Ligue des champions de la CAF et de la Coupe de la confédération.
Cette édition se déroule le 23 février 2013 au Stade Borg Al Arab, à Alexandrie en Égypte.

## Participants
Les deux participants qui s'affrontent pour le titre sont les vainqueurs des deux premières compétitions africaines, à savoir la Ligue des champions de la CAF 2012 et de la Coupe de la confédération 2012. Il s'agit de la vingt-et-unième édition de la Supercoupe d'Afrique.

### Vainqueur de la Ligue des champions
Le vainqueur de la Ligue des champions 2012 est Al Ahly. Il s'agit de son septième titre dans cette compétition. Il a également gagné quatre Supercoupes de la CAF (2001, 2005, 2006, 2008).

### Vainqueur de la Coupe de la confédération
Le vainqueur de la Coupe de la confédération est l'AC Léopards de Dolisie, il s'agit de son premier titre dans cette compétition mais aussi du seul titre international remporté. Cette édition de la Supercoupe de la CAF est sa première participation.

## Match
| Entraîneur :    |
| Hossam El Badry |

| Entraîneur : |
| Joseph Omog  |

| Entraîneur :    |
| Hossam El Badry |

| Entraîneur : |
| Joseph Omog  |

| Supercoupe de la CAF Vainqueur 2013 |
| ----------------------------------- |
| Al Ahly Cinquième titre             |